# Pteronotus mexicanus
Pteronotus mexicanus és una espècie de ratpenat de la família dels mormoòpids. És endèmic de Mèxic. La gestació dura aproximadament quatre mesos i mig i les cries solen néixer cap al final de la primavera. P. mexicanus i P. mesoamericanus divergiren de P. fuscus fa aproximadament 1,3 milions d'anys, durant el Plistocè mitjà. El seu nom específic, mexicanus, significa 'mexicà' en llatí.